# Самотній (фільм, 2022)
Само́тній (англ. Lonesome) — австралійська еротична драма, знята Крейгом Борехемом та випущена 2022 року. Історія хлопця на ім'я Кейсі (Джош Лавері), який виріс на ранчо в сільській місцевості Австралії, але переїжджає до Сіднея, після неприйняття батьком того, що його син гей.

## Сюжет
Кейсі — провінційний хлопець, який втікає від скандалу з маленького містечка, опиняється в круговерті Сіднея. Коли він зустрічає Тіба, молодого міського хлопця, який намагається дати раду своїй соціальній ізоляції, обидва чоловіки знаходять те, чого їм бракувало, але жоден із них не знає, як це проговорити.

## У ролях
- Джош Лавері — Кейсі
- Деніел Габріель — Тіб
- Анні Фінстерер — Керол
- Ян Робертс — П'єтро
- Еллі Морган — Кендіс
- Вінсент Андріано — Задді
- Марк Пагіо — Джеррі
- Деміен Кілін — Педді

## Виробництво
«Самотній» став наступною роботою режисера Крейга Борехема після його фільму «Удари юності» 2016 року.
Виробництво фільму розпочалося у Сіднеї в червні 2021 року.
Фільм був придбаний для розповсюдження компанією M-Appeal і попередньо показаний на Європейському кіноринку. Прем'єра фільму відбулася у квітні 2022 року на Міжнародному кінофестивалі в Сіетлі та була показана на кіно- та відеофестивалі «Навиворіт» у травні, згодом відбулася прем'єра в Австралії на Сіднейському кінофестивалі в червні.